# 中村維隆
中村 維隆（なかむら これたか、天保12年（1841年） - 大正6年（1917年））は、幕末の相馬中村藩士で、新徴組隊士。後、水戸天狗党員。剛三・剛蔵とも。旧姓は草野。

## 経歴
磐城中村に生まれ育つ。
急進的な尊皇攘夷派だった中村は、文久3年（1863年）に幕府によって募集された浪士組（後、新選組と新徴組に分離。佐幕派組織の印象が強いが当時の目的は尊皇攘夷だった。）に参加し上洛。清河八郎らと知り合い、幕府を裏切って浪士組を尊皇攘夷活動の先駆けとすべく、同年3月24日、河野音次郎、宇都宮左衛門、和田理一郎、森土鉞四郎、西恭輔らと共に決死の覚悟で朝廷へ嘆願書を提出しに行った。
無事建白書が通って勅書を得ることが出来た中村達は、江戸への帰還を命じられて浪士組の大半を率いて京都を出立し江戸へ戻ったが、首謀者だった清河八郎は暗殺され、幹部の石坂宗順らも幕吏によって捕縛される。浪士組は庄内藩の下で新徴組と名を変えて江戸市中の取締をする役目となってしまった。
しばらく新徴組に所属していた中村だったが、元治元年（1864年）に脱走して水戸天狗党の挙兵に参加した。（天狗党の乱）
後に黒羽藩士・中村半右衛門の養子となったため中村姓を名乗る。
維新後、弾正台官吏・開拓使を務めて明治政府に出仕。
大正6年、死去。享年77。
中村は史談会に出席した際、浪士組同志だった近藤勇を酷評するが、特に仲が悪かったわけではなかったようだ。近藤らと共に京都に残った芹沢鴨については「病気（梅毒?）だから仕方ない」としている。